# Combats ordinaires
Albums de Yannick Noah
Hommage
(2012) Bonheur Indigo
(2019)
Singles
1. Ma colère
Sortie : 4 mars 2014
2. On court
Sortie : 23 avril 2014
3. Le même sang
Sortie : 29 septembre 2014

Combats ordinaires est le dixième album de Yannick Noah sorti le 2 juin 2014. Il se classe à la première place du Top Albums durant une semaine.
Il est certifié disque de platine en France pour plus de 100 000 exemplaires écoulés 
La chanson Ma colère, critiquant le Front national, a suscité la polémique en 2014 .

## Liste des titres
| No  | Titre                         | Auteur                                     | Durée |
| --- | ----------------------------- | ------------------------------------------ | ----- |
| 1.  | Le Même Sang                  | Jacques Veneruso                           | 2:42  |
| 2.  | Je n'aurai pas le temps       | - Laure Ison - Moïse Albert                | 2:31  |
| 3.  | Ma colère                     | - Olivier Volovitch - Mickaël Géraud       | 2:40  |
| 4.  | Nulle part où aller           | Jean-Louis Aubert                          | 3:14  |
| 5.  | Les Murs                      | - Grand Corps Malade - Aubert              | 3:35  |
| 6.  | Sourd, aveugle et muet        | - Ison - Albert                            | 3:08  |
| 7.  | Ainsi va la vie               | - Ison - Albert                            | 3:23  |
| 8.  | On court                      | - David Gategno - Nazim Khaled             | 3:17  |
| 9.  | Les Pieds nus                 | - Cyril Tarquiny - Christophe Battaglia    | 2:47  |
| 10. | Prêt                          | Aubert                                     | 2:59  |
| 11. | Mon dernier amour             | Khaled                                     | 3:44  |
| 12. | Qu'allons-nous leur laisser ? | Aubert                                     | 3:06  |
| 13. | En ce temps-là                | - Jack Hewlett - Albert                    | 3:29  |
| 14. | Où es-tu ?                    | - Khaled - Silvio Lisbonne - Yohann Michel | 4:02  |

## Classements hebdomadaires
| Classement (2014)            | Meilleure position |
| ---------------------------- | ------------------ |
| Belgique (Flandre Ultratop)  | 162                |
| Belgique (Wallonie Ultratop) | 2                  |
| France (SNEP)                | 1                  |
| Suisse (Schweizer Hitparade) | 20                 |